# 阿尔夫·杜瓦尔
阿尔夫·杜瓦尔（英語：Alf Duval，1941年7月1日—），澳大利亚男子赛艇运动员。他曾代表澳大利亚参加1964年和1968年夏季奥林匹克运动会赛艇比赛，其中1968年奥运会获得一枚银牌。